# غونار د. هانسون
غونار د. هانسون (بالسويدية: Gunnar D Hansson)‏ هو مترجم وكاتب وشاعر سويدي، ولد في 1945 في Smögen ‏ في السويد.